# 逻辑语

邏輯語旗幟

邏輯語（/ˈloʒban/ ⓘ），一種人工語言，是Loglan的後繼者，由邏輯語言群（LLG）在1987年開始發展而成。最初目標是證明薩丕爾-沃夫假說。它依照形式語言尤其是谓词逻辑構造，而非建基於現有的自然語言。其特点是：言文一致、形意一致、文化中立。

## 字源
Lojban是一個複合字，由loj與ban組成，它來自於簡短形式的logji（英語：logic，邏輯）與bangu（語言），意為邏輯語言。

## 歷史
Lojban的前身是Loglan，由詹姆士·庫克·布朗在1955年設計出的人工語言，用來驗證薩丕爾-沃夫假說。Loglan稍後由Loglan中心（Loglan Institute）繼續開發。詹姆士·庫克·布朗發表了一系列論文，確定了Loglan的基本設計方向。但是他認為自己擁有Loglan的著作權，以法律限制其他人對這種語言的改良。對此不滿的開發者，另外組成了邏輯語言群（Logical Language Group，縮寫為LLG），在1987年另外設計出了Lojban。Lojban最早的標語是Lojban：Loglan的實現（Lojban: A Realization of Loglan），顯示了邏輯語言群將Lojban的目標設定在實現Loglang的設計理念。此外，他們希望可以進一步改善這種語言，使它更容易使用，而且自由的被使用。
經過長期的發展，在1997年出版的《完備邏輯語》（The Complete Lojban Language）標誌了這個語言的成熟。

## 特点
逻辑语的突出特点之一是无歧义性，无歧义包括言文一致和形意一致两方面，此外另一重要特点是文化中立。

### 言文一致
言文一致，是指：
- 一种发音唯一书写。意味着只要说话人遵守了发音标准，记录人学会了发音规则，就能准确听写，哪怕记录人对于含义和语法一窍不通。
- 一种书写允許相似但相同含义的发音。即儘管每人有自己的口音，但在允许的范围内，说出来的字可容易辨认出（根据发音标准）含义相同。

自然语言如中文，一般不能达到这两个条件。例如：“新文学”和“新闻学”是同一个发音形式对应于不同的书写形式（和意义）的例子。而“老子”和“老子”（普通話俗语，代表“父親”或“我”）是同一种书写形式对应于并不相似的发音形式（和意义）的例子。
即使是其他人造语如世界语，仍然有言文不一的问题，尽管它们通常也设计尽量避免言文不一致，但是也有许多情况下需要使用停顿、重读等语音形式来区分句子的不同含义（不同侧重点），如此就使得一種书写对应含义不同的发音。
通过严格的构词法和明确叙述的发音规则，逻辑语大體上达到了上述目标。并且，它的发音规则还有如下特点：
- 上下文无关：一个书写符号对应于唯一的一类发音形式，无论其在文本中处于什么位置。
- 严格的等价：对应于书写符号的一类发音形式，无论采用哪一个都是合法的，都被辨认成同一个书写符号。
- 发音标点系统：使用明确的发音和对应的书写形式来表示其他语言中的标点符号，例如句号、直接引语等。
- 语法功能提示：逻辑语的构词法对单词的语法功能提供了很多提示，不管从发音形式还是书写形式上都能快速判断一个词的功能。配合独有的发音标点系统后，即使一句话只听到一半，也能快速跟上下一句或者下一个有效语法成分，且能对未听全的内容作出相当有效的猜测。

由於邏輯語的書寫規則比較鬆散，詞間空白很多情況下可以省略，因此嚴格來説一種發音形式對應一種書寫形式的要求並未達到。然而，不同的留空方式在語法層面的結構和語義層面的意義完全一致。

### 形意一致
形意一致并不是说不存在含义模糊或者笼统的情形。含义模糊，指的是概念本身的模糊，即概念的外延没有明确的边界。例如，“大”、“高”等概念在没有明确标准的情况下就是模糊的。逻辑语用来表达这些概念的词语可以是模糊的，就像自然语言一样，也可以是精确的，一般是通过给出标准来精确化。
而含义笼统，则是因为有明确外延的概念的涵盖范围太广而出现的。例如，“我坐车”这个表达本身很明确，但可能坐的是摩托车、汽车、甚至自行车。当实际语境需要更明确地表述时，就出现了含义笼统。逻辑语同样存在这样的问题，避免不适当的笼统和模糊并不是语言的任务，而是语言使用者的义务。同时，适当的笼统和模糊往往是文学艺术的必要成分，完全没有笼统和模糊的语言将是没有生命力的。
但是，自然语言常常会有真正的歧义。这种歧义包括四个层次：
- 同样的词语（一般指书写形式，但有时候甚至发音形式也相同）有两种以上无关的意义。例如“架子”可以是一种实物，也可以是指为人处事的一种态度。这称为词义层次。
- 即使每个词语都能正确解读，但是句子可能存在两种以上不同的结构，从而使得整个句子具有截然不同的含义。例如“你被我打”與“你我被打”。这称为语法层次。 英语裡更为模稜兩可的例子："Do I not press this?" 可理解为“我是否不应该按这个？”，也可理解为“我不是应该按这个吗？”。雖然英語使用Yes和No來表達無論何種場合絕對意義上的是非。
- 词语的意义和句子结构都能唯一解读时，仍可能有不同的意义，这可能是语义层次的指称不明等原因造成的。例如“他很高”可以形容他人身高，但亦有可能是形容其技術高明。这称为语义层次。
- 即使句子的结构和意义都完全确定，但是在不同的场合下同样的句子可能有不同的用途。例如在面试中询问应试者名字是正常做法，但在街上随便拉一个陌生人问同样的问题就很唐突了。这称为语用层次。

逻辑语通过严格的语法避免出现第二种歧义。由于其文法可以使用计算机程序如YACC进行检查，因此它的无歧义性就如计算机程序设计语言一样有保证。对于前一种，则通过良好、无歧义的词语定义来避免。对于语义层次，逻辑语允许在必要的时候以任意的精确度对语义予以明确，但仍允许使用者说出不明确的句子。至于语用层次，任何语言层面的规则都无法防止，包括逻辑语。

### 文化中立
许多人造语，例如世界语等，一个被人诟病的问题就是它们的语法通常基于某种或者某些自然语言的特征而构建，从而偏离了文化中立（例如世界语就是基于欧洲语言）。另一种文化中立的问题来自于词汇，因为人造语的词汇一般来自于自然语言，因此难免在取材方面有所偏颇。
通过奠基于谓词逻辑，逻辑语很大程度上保证了语法上的文化中立，因为谓词逻辑本身是人类知识的一部分，并不专属于某种文化。但是，逻辑语在语法上的特质更偏向于孤立语，而与屈折语有所区别。对习惯了人称、数、性、格等屈折的用户，逻辑语也存在一些可选的外部屈折方式，即对词汇添加修饰项。
在词汇来源方面，为了尽量做到语言中立，逻辑语的基本词汇（gismu，根词）来自于六种世界上使用人数最多的语言：
- 汉语：约占34%
- 印地语：约占20%
- 英语：约占16%
- 西班牙语：约占12%
- 俄语：约占9%
- 阿拉伯语：约占9%

此外，还有一些词汇是来自于其他文化的特定用语，另有部分来自于科学界通用术语。

## 發音
邏輯語音系為邏輯語之音系。逻辑语力求言文一致，即书写与发音一致，为此订立了严格的发音规则。

## 文法
邏輯語語法為基於邏輯語之"語法"。作为一门人工语言，逻辑语的语法相当严谨。它有严密的词法、构词法和句法以及言文一致的标点系统，可以精确表达许多自然语言难以准确表达的意义。此外，它是一种可以通过计算机程序对文字的语法进行自动检查的语言，在《逻辑语大全》一书最后一章用YACC和EBNF两种文法描述语言对其语法进行了定义。

## 例文

### 一般短語
| 邏輯語                    | 逐字釋義(英語)                                                                         | 英語                           |
| ------------------------- | -------------------------------------------------------------------------------------- | ------------------------------ |
| / coi/co'oⓘ               | hello/goodbye                                                                          | hello!/good-bye!               |
| pe'uⓘ                     | please                                                                                 | please!                        |
| ki'eⓘ                     | thanks                                                                                 | thanks!                        |
| u'uⓘ                      | (repentance)                                                                           | I'm sorry!                     |
| / xu do se glibau/jbobauⓘ | is-it-true-that you be-a-speaker-of-English-language / is-a-speaker-of-Lojban-language | Do you speak English / Lojban? |
| / ti/ta/tuⓘ               | this/that/that-over-there                                                              | this one/that one/that yonder  |
| mi na jimpeⓘ              | I not-true-that understand                                                             | I don't understand             |
| go'iⓘ                     | (the last clause)                                                                      | yes, that's true               |
| na go'iⓘ                  | not-true-that (the last clause)                                                        | no, that's false               |
| la'u maⓘ                  | being-a-quantity-of what?                                                              | How much, how many?            |
| ma jdimaⓘ                 | what is-the-price                                                                      | What's the cost?               |
|                           | toilet (tail of the clause follows) is-located-at what?                                | Where's the toilet?            |

### 特有的邏輯與表示
| 邏輯語     |
| 註解(英語) |
| 翻譯(英語) |

| 邏輯語     |                             |                             |                             |
| 註解(英語) |                             |                             |                             |
| 翻譯(英語) | Make it so that I like you! | Make it so that I like you! | Make it so that I like you! |

| 邏輯語     |                               |                               |                               |                               |                               |                               |
| 註解(英語) |                               |                               |                               |                               |                               |                               |
| 翻譯(英語) | I need the book! Where is it? | I need the book! Where is it? | I need the book! Where is it? | I need the book! Where is it? | I need the book! Where is it? | I need the book! Where is it? |

| 邏輯語     |                                                     |                                                     |                                                     |                                                     |                                                     |                                                     |                                                     |                                                     |                                                     |
| 註解(英語) |                                                     |                                                     |                                                     |                                                     |                                                     |                                                     |                                                     |                                                     |                                                     |
| 翻譯(英語) | I would be honored if you would enter my residence. | I would be honored if you would enter my residence. | I would be honored if you would enter my residence. | I would be honored if you would enter my residence. | I would be honored if you would enter my residence. | I would be honored if you would enter my residence. | I would be honored if you would enter my residence. | I would be honored if you would enter my residence. | I would be honored if you would enter my residence. |

| 邏輯語     |                     |                     |                     |                     |                     |
| 註解(英語) |                     |                     |                     |                     |                     |
| 翻譯(英語) | The man is a woman. | The man is a woman. | The man is a woman. | The man is a woman. | The man is a woman. |

| 邏輯語     |                                     |                                     |                                     |                                     |                                     |                                     |                                     |                                     |                                     |                                     |                                     |
| 註解(英語) |                                     |                                     |                                     |                                     |                                     |                                     |                                     |                                     |                                     |                                     |                                     |
| 翻譯(英語) | I grasp water, since I grasp a cup. | I grasp water, since I grasp a cup. | I grasp water, since I grasp a cup. | I grasp water, since I grasp a cup. | I grasp water, since I grasp a cup. | I grasp water, since I grasp a cup. | I grasp water, since I grasp a cup. | I grasp water, since I grasp a cup. | I grasp water, since I grasp a cup. | I grasp water, since I grasp a cup. | I grasp water, since I grasp a cup. |

### 北風與太陽
北風與太陽的翻譯.

## 參閲
- 格語法
- Ithkuil
- 邏輯語與Loglan的比較（英语：Comparison between Lojban and Loglan）

## 外部連結
- 邏輯語官网
- 逻辑语词典 （页面存档备份，存于）
- 教科书 （页面存档备份，存于）
- 邏輯語每日一字（邏輯語、漢語、英語） （页面存档备份，存于）
- 學習資源（英語） （页面存档备份，存于）
- bilibili上的John W. Cowan朗读逻辑语（Lojban）语段
- bilibili上的The Perfect Language: Lojban 完美的语言——逻辑语 中英双字